# Communauté de communes des Mynes et Hautes-Vosges du sud
La communauté de communes des Mynes et Hautes-Vosges du sud est une ancienne communauté de communes française, qui était située dans le département des Vosges et la région Lorraine.

## Histoire
Elle fut créée le 1er janvier 2007, sous le nom de « Communauté de communes du Val de Rupt et Thillot », par arrêté préfectoral du 5 décembre 2006. Elle est renommée en « Communauté de communes des Mynes et Hautes-Vosges du sud » pour ne pas privilégier le nom de deux des communes du groupement.
Le 1er janvier 2013, sur proposition du Secrétaire général de la Préfecture, elle fusionne avec la Communauté de communes des Ballons des Hautes Vosges et de la Source de la Moselle pour former la Communauté de communes des Ballons des Hautes-Vosges.

## Composition
Elle était composée des 5 communes suivantes :
1. Ferdrupt
2. Le Ménil
3. Ramonchamp
4. Rupt-sur-Moselle
5. Le Thillot (siège)

## Compétences
Le groupement est compétent pour :
- Collecte des déchets des ménages et déchets assimilés
- Traitement des déchets des ménages et déchets assimilés
- Création, aménagement, entretien et gestion de zone d'activités industrielle, commerciale, tertiaire, artisanale ou touristique
- Activités culturelles ou socioculturelles
- Activités sportives
- Constitution de réserves foncières
- Opération programmée d'amélioration de l'habitat (OPAH)
- Acquisition en commun de matériel

## Politique et administration
Le Conseil communautaire est composé de 23 délégués.
| Période        | Période          | Identité       | Étiquette | Qualité                                                                               |
| -------------- | ---------------- | -------------- | --------- | ------------------------------------------------------------------------------------- |
| 4 janvier 2007 | 1er janvier 2013 | François Cunat | PS        | Maire de Ramonchamp (depuis 1989) Conseiller général du canton du Thillot (2004-2011) |